# かわいい生きものミュージアム CAM鎌倉
かわいい生きものミュージアム CAM鎌倉（かわいいいきものミュージアム カムかまくら）は、神奈川県鎌倉市にあるミュージアム型動物施設である。

## 概要
かわいい生きものミュージアム CAM 鎌倉は、 鎌倉の観光地・小町通り沿いに位置し、訪問者が実際に動物 (フクロウ、ウサギ、チンチラなど) と接触できるミュージアム型施設である。
ただ動物を展示するだけでなく、英国アンティークに囲まれた空間で、アーティスト・マツダケンが描いた動物の絵画を見ながら、触れ合える場として設計されている。
CAM プロデューサーは、英国アンティーク博物館 BAM鎌倉の館長・土橋正臣。
CAM担当獣医師は、横浜エキゾチック動物病院の院長・関根大樹。

## フロア構成
フロアはさまざまなエリアに分かれており、それぞれ異なる動物が展示されていて、 エキゾチックアニマルたちとのふれあいを楽しめる工夫がされている。

## 展示されている生き物
館内には鳥類、小型哺乳類や爬虫類など、普段なかなか見る機会のないエキゾチックアニマルが展示されている。

### 主な動物
猛禽類
シロフクロウ、ユーラシアワシミミズク、シベリアワシミミズク、メガネフクロウ、アフリカワシミミズク、メンフクロウ、ウラルアウル、モリフクロウ、コキンメフクロウ、スピックスコノハズク、インドコノハズク、アフリカオオコノハズク
ウサギ
フレミッシュジャイアント、チェッカードジャイアント、ロップイヤーラビット、ネザーランドドワーフラビット
爬虫類
エボシカメレオン、フトアゴヒゲトカゲ、グリーンイグアナ、バナナスパイニーテールイグアナ、エジプトトゲオアガマ、ヒョウモントカゲモドキ、ニシアフリカトカゲモドキ
その他
チンチラ、キンカジュー、ヨツユビハリネズミ、リチャードソンジリス、スキニーギニアピッグ

## アクセス
JR 横須賀線・江ノ島電鉄「鎌倉駅」東口から徒歩3分。
小町通り沿い、すみのビル3階に位置。

## 案内
- 会館時間：12:00～17:00（最終入場16:00）
- 休館日：なし（年中無休）
- 入場料金：1,300円(40分入れ替え制)[4]
- 入場時の注意事項や、接触時のルールについても記載されており、動物たちと安全に過ごすためのガイドラインが定められている。

## メディア紹介
- TBS「よるのブランチ」2025年5月21日放送
- テレビ神奈川「猫のひたいほどワイド」2025年5月1日放送
- フジテレビ「めざましテレビ」2025年1月9日放送
- 日本テレビ「ZIP!」/「NOW！ニッポン」のコーナーで生中継 2024年12月12日放送
- 「鎌倉リアン」の「読者発信！湘南エリアの気になるスポット2025」
- 中村あゆみの公式YouTubeチャンネル「中村あゆみのFUN FUN FUN」で紹介される
- 小動物専門メディア「Minima」にて前後編で特集
- レインボータウンFM88.5MHz「ぺっとのきもち」2024年12月1日・8日放送

## 関連施設
- 英国アンティーク博物館 BAM鎌倉 - 同じ経営者による施設で、鎌倉にある英国アンティーク専門の博物館。

歴史的価値のあるアンティーク家具や装飾品が展示されており、シャーロック・ホームズの部屋を再現した展示なども特徴的。